# Police Sounds
Police Sounds is een nummer van de Belgische singer-songwriter Gabriel Ríos uit 2014. Het is de eerste single van zowel zijn vijfde studioalbum This Marauder's Midnight.
"Police Sounds" is een rustig indiepopnummer en de opvolger van de hit Gold. Het nummer werd een kleine hit in België, waar het de 7e positie bereikte in de Tipparade. Hiermee werd het succes van de voorganger niet geëvenaard.

## Tracklijst
- Muziekdownload

1. "Police Sounds" - 3:13